# エッグ (バンド)
エッグ (Egg)は、イギリスのプログレッシブ・ロック・バンドである。
メンバーは、モント・キャンベル（ベース、ボーカル）、デイヴ・スチュワート（キーボード）及びクライヴ・ブルックス（ドラム）。元々は「ユリエル (Uriel)」というバンド名だったがメンバーの一人、スティーヴ・ヒレッジが脱退したため、バンド名を「エッグ」に改め、音楽活動を再出発した。オルガンを中心とするキーボード・トリオで、同時期のエマーソン・レイク・アンド・パーマーと比較されることもあるが、彼らとは異なり商業的には成功しなかった。エッグはロンドン出身であるが、バンド解散後にモント・キャンベル及びデイヴ・スチュワートが、いわゆるカンタベリー系ミュージシャンらに合流したため、カンタベリー系のバンドとしてみなされている。

## 来歴
1968年、ユリエルからスティーヴ・ヒレッジが大学進学のため脱退。(後にカーン結成)　ヒレッジほどのギターが見つからなかったため、ギターは補充せずに残ったデイヴ・スチュワート、モント・キャンベル、クライヴ・ブルックスでキーボード・トリオとして活動を継続。
1969年、バンド名をエッグと改名。
1970年、ファースト・アルバム『エッグ』、セカンド・アルバム『優雅な軍隊』録音。
1972年、レコード会社との契約上のトラブル及びモント・キャンベルの脱退表明等により、バンド解散。スチュワートはカーンを経てハットフィールド・アンド・ザ・ノースに加入する。
1974年、再結成。サード・アルバム『ザ・シヴィル・サーフィス』録音。後にスチュワート、キャンベルはナショナル・ヘルスを結成。

## メンバーと担当楽器

### ユリエル (Uriel) 1967年-1969年初頭
- デイヴ・スチュワート (Dave Stewart) - オルガン、ピアノ
- スティーヴ・ヒレッジ (Steve Hillage) - ギター、ボーカル (1968年夏に脱退)
- モント・キャンベル (Mont campbell) - ベース、ボーカル、フレンチ・ホルン
- クライヴ・ブルックス (Clive Brooks) - ドラム

ヒレッジ在籍時、脱退後にデモ曲を録音、1969年6月に一時的に再結成され、アーザケル (Arzachel)名義で録音。

### 第1期 1969年-1972年
- デイヴ・スチュワート (Dave Stewart) - オルガン、ピアノ
- モント・キャンベル (Mont campbell) - ベース、ボーカル
- クライヴ・ブルックス (Clive Brooks) - ドラム

+
- ヘンリー・ロウサー (Henry Lowther) - トランペット (ゲスト/2nd)
- マイク・デイヴィス (Mike Davis) - トランペット (ゲスト/2nd)
- ボブ・ダウンズ (Bob Downes) - テナーサックス (ゲスト/2nd)
- トニー・ロバーツ (Tony Roberts) - テナーサックス (ゲスト/2nd)

ファースト・アルバム『エッグ』、セカンド・アルバム『優雅な軍隊』録音。

### 第2期 (再結成第1期) 1974年
- デイヴ・スチュワート (Dave Stewart) - オルガン、ピアノ、ベース
- モント・キャンベル (Mont campbell) - ベース、ボーカル、フレンチ・ホルン、ピアノ
- クライヴ・ブルックス (Clive Brooks) - ドラム

+
- ジェレミー・ベインズ (Jeremy Baines) - フルート (ゲスト/3rd)
- リンジー・クーパー (Lindsay Cooper) - オーボエ、バスーン (ゲスト/3rd)
- ティム・ホジキンソン (Tim Hodgkinson) - クラリネット (ゲスト/3rd)
- スティーヴ・ヒレッジ (Steve Hillage) - ギター (ゲスト/3rd)
- モーリス・キャンブレッジ (Maurice Cambridge) - クラリネット (ゲスト/3rd)
- ステファン・サロウェイ (Stephen Salloway) - フルート (ゲスト/3rd)
- クリス・パーマー (Chris Palmer) - バスーン (ゲスト/3rd)
- ザ・ノーセッツ (The Northettes) - ボーカル (ゲスト/3rd)

　　　・・・アマンダ・パーソンズ (Amanda Parsons)

　　　・・・バーバラ・ガスキン (Barbara Gaskin)

　　　・・・アン・ローゼンタール (Ann Rosenthal)

サード・アルバム『ザ・シヴィル・サーフィス』録音。

## ディスコグラフィ

### スタジオ・アルバム
- 『エッグ』 - Egg (1970年 第1期)
- 『優雅な軍隊』 - The Polite Force (1970年 第1期)
- 『ザ・シヴィル・サーフィス』 - The Civil Surface (1974年 第2期)

### ライブ・アルバム
- The Metronomical Society (2007年 第1期) ※1969年-1972年のラジオ出演用音源、ライブ音源
- BBC Sessions And More 1968-1972 (2015年)

### コンピレーション・アルバム
- Seven Is a Jolly Good Time (1985年)

### シングル
- "Seven Is A Jolly Good Time" / "You Are All Princes" (1969年 第1期)

### その他
- アーザケル : 『アーザケル』 - Arzachel (1969年) ※エッグの前身バンド、ユリエルが1969年6月に一時的に再結成されたが、契約上の都合でアーザケル名義で発表した。メンバーも変名でクレジットされている。
- Uriel : Arzachel Collectors Edition (2007年) ※上記『アーザケル』全曲とスティーヴ・ヒレッジ在籍時、脱退後の未発表デモ音源(1968年末-1969年初頭)を収録している。